# Krzysztof Myszkowski (pisarz)
Krzysztof Myszkowski (ur. 19 września 1952 w Toruniu) – pisarz.

## Życiorys
Od 1962 roku tenisista Startu-Wisły Toruń, a od 1965 Zawiszy Bydgoszcz, wicemistrz juniorów Pomorza i Kujaw. W latach 1972–1973 studiował nawigację w Wyższej Szkole Morskiej w Gdyni, pływał na „Darze Pomorza”. Od 1974 do 1976 odbył służbę wojskową w jednostkach w Morągu i w Gdańsku. Jest absolwentem filologii polskiej Uniwersytetu Mikołaja Kopernika w Toruniu (1980); od 1981 do 2005 był nauczycielem języka polskiego w szkołach w Toruniu i w Bydgoszczy.
Przygotował do druku tomy dzienników Jerzego Andrzejewskiego: Z dnia na dzień, tom 1–2, Warszawa 1988; Gra z cieniem, Warszawa 1987; Dziennik paryski, Warszawa 2003. Jako prozaik debiutował w 1988 w „Tygodniku Powszechnym” opowiadaniem Błogosławieństwo, a jako krytyk w 1987 w „Odrze” szkicem Tuwim; prozę, eseje, szkice, recenzje i rozmowy ogłaszał także m.in. w „Czasie Kultury”, „Kresach”, „Tytule”, „Tygodniku Literackim”, „Nowym Nurcie”, „Tygodniku Obywatelskim Solidarności”.
Od 1993 roku jest redaktorem, a od 1 stycznia 1995 redaktorem naczelnym „Kwartalnika Artystycznego”, w którym regularnie publikuje prozę, eseje, szkice, recenzje i rozmowy; współorganizator cyklu „Mistrzowie literatury w Filharmonii”. Od 1992 jest członkiem Stowarzyszenia Pisarzy Polskich, a od 1995 roku PEN Clubu. Na podstawie opowiadania Pobożne życzenia powstał w 1995 w Telewizji Polskiej, w serii „Portrety Współczesnej Prozy Polskiej”, film w reżyserii Tomasza Lengrena.

## Twórczość
Opowieści i opowiadania
- Pasja według świętego Jana (Bydgoszcz 1991, Gdańsk 1992)[5]
- Kozi róg (Bydgoszcz 1995)[6]
- Funebre (Warszawa 1998)[7]

Eseje i szkice
- Addenda (Bydgoszcz 2017)[8]
- Puste miejsce (Bydgoszcz 2018)[9]
- Punkt wyjścia (Bydgoszcz 2019)[10]
- Fragmenty murów obronnych (Bydgoszcz 2021)[11]

Rozmowy
- W rozmowie (Bydgoszcz 2018)[12]
- Pułapka Becketta (Bydgoszcz 2020)[13]

## Publikacje

### Antologie (wybór)
- Lekcja pisania (Gładyszów 1998)[14]
- Landschaften und Luftinseln. Polnische Erzählungen der Gegenwart (München 2000)[15]
- Znani i nieznani o życiu duchowym (Kraków 2001)[16]
- Zachwyt i rozpacz. Wspomnienia o Wisławie Szymborskiej (Warszawa 2014)[17]

### Listy (wybór)
- Jerzego Andrzejewskiego do Krzysztofa Myszkowskiego, „Tytuł” 1993 nr 1 (9)
- Czesława Miłosza do Krzysztofa Myszkowskiego, „Kwartalnik Artystyczny” 2005 nr 3 (47)
- Jana Błońskiego do Krzysztofa Myszkowskiego, „Kwartalnik Artystyczny” 2010 nr 1 (65)
- Wisławy Szymborskiej do Krzysztofa Myszkowskiego, „Kwartalnik Artystyczny” 2013 nr 1 (77)
- Tadeusza Różewicza do Krzysztofa Myszkowskiego, „Kwartalnik Artystyczny” 2015 nr 2 (86)

### Rozmowy (wybór)
- o twórczości Samuela Becketta z Antonim Liberą, „Tygodnik Powszechny” 1986 nr 15; „Dialog” 1989 nr 11-12 i z Markiem Kędzierskim Pułapka Becketta, „Kwartalnik Artystyczny” 2006 nr 3-4 (51-52); 2007 nr 1 (53); 2010 nr 4 (68); 2015 nr 4 (88); 2016 nr 4 (92); 2019 nr 4 (104)
- z Czesławem Miłoszem, „Kwartalnik Artystyczny” 1994 nr 3; 2000 nr 3 (27); 2005 nr 3 (47)
- z Ryszardem Krynickim, „Kwartalnik Artystyczny” 1998 nr 2 (18)
- z Janem Twardowskim, „Kwartalnik Artystyczny” 1998 nr 3 (19)
- ze Stanisławem Lemem, „Kwartalnik Artystyczny” 1998 nr 4 (20)
- z Gustawem Herlingiem-Grudzińskim, „Kwartalnik Artystyczny” 1999 nr 1 (21)
- z Julią Hartwig, „Kwartalnik Artystyczny” 2004 nr 2 (42)
- z Tadeuszem Różewiczem, „Kwartalnik Artystyczny” 2014 nr 3 (83)

## Omówienia krytyczne twórczości (wybór)
- Włodzimierz Maciąg, Religijny czy tylko estetyczny wymiar życia, „Dekada Literacka” 1991 nr 4
- Jan Błoński, W Toruniu, w katedrze, „Tygodnik Powszechny” 1992 nr 27; W stronę radości, „Gazeta Wyborcza” 1998 nr 245
- Mieczysław Orski, Pasja Krzysztofa Myszkowskiego, „Odra” 1992 nr 2; Nie licząc już na nic więcej, „Przegląd Powszechny” 1995, nr 12; Wychodzenie z opresji, „Arkusz” 1999 nr 4; Pasje egzystencjalne Krzysztofa Myszkowskiego, „Przegląd Powszechny” 1999 nr 12
- Mirosław Strzyżewski, Czekając na..., „Przegląd Literacko-Artystyczny” 1992 nr 3
- Tomasz Sadecki, Ważny debiut, „Tytuł” 1992 nr 4 (8)
- Grzegorz Musiał, Z popiołów nicości, „Res Publica Nowa” 1993 nr 3
- Hanna Gosk, Opowieść o nicości, „Nowe Książki” 1995 nr 7
- Piotr Lorkowski, Z pulsującym umysłem, sercem i wyobraźnią, „Topos” 1995 nr 5-6
- Dorota Walczak, Samotność Krzysztofa Myszkowskiego, „Czas Kultury” 1995 nr 1
- Tomasz Burek, Żegnaj, gadatliwy niemowo, „Gazeta Polska” 1998 nr 24
- Dariusz Nowacki, Rozmyślania toruńskie, „Kresy” 1998 nr 3
- Leszek Szaruga, Światłoczułość, „Tygodnik Powszechny” 1998 nr 49
- Wacław Lewandowski, Skandalu nie będzie? Kilka refleksji nad Funebre Krzysztofa Myszkowskiego, „Kwartalnik Artystyczny” 1998 nr 4 (20)
- Dorota Heck, Od autotematyzmu do Księgi, „Nowa Okolica Poetów” 1999 nr 3
- Piotr Matywiecki, Prawda rytmu, „Kwartalnik Artystyczny” 2018 nr 1 (97)
- Tomasz Mizerkiewicz, Beckettowska krytyka literacka, „Nowe Książki” 2019 nr 7–8
- Maciej Wróblewski, O potrzebie wypełniania pustki, „Kwartalnik Artystyczny” 2019 nr 1 (101)
- Konrad Zych, Rozmowy na czas kryzysu, „Nowe Książki” 2019 nr 5
- Andrzej Zawada, Utrwalona chwila zachwytu, „Kwartalnik Artystyczny” 2020 nr 1 (105)
- Jakub Beczek, Radość i troska, „Nowe Książki” 2020 nr 3
- Marta Tomczok, Beckett Kędzierski, Beckett Myszkowski, „Kwartalnik Artystyczny” 2021 nr 1 (109)
- Anna Nasiłowska, Asceza, „Kwartalnik Artystyczny” 2022 nr 1 (113)

## Nagrody i odznaczenia (wybór)
- Nagroda Fundacji im. Kościelskich (1992)[18] za Pasję według świętego Jana[19]
- Medale Prezydenta Miasta Bydgoszczy (1993, 2018)
- Bydgoszczanin roku 2000
- Nagroda Allianz Kultura (2003)
- Medal im. Samuela Bogumiła Lindego Prezydenta Miasta Torunia (2007)
- Nagroda Ministra Kultury i Dziedzictwa Narodowego (2007)
- Nagrody Marszałka Województwa Kujawsko-Pomorskiego (2008, 2013, 2018)
- Stypendium Ministra Kultury i Dziedzictwa Narodowego (2009)
- Brązowy Medal Zasłużony Kulturze Gloria Artis (2013)